# 第一自動車教習所
第一自動車教習所（だいいちじどうしゃきょうしゅうしょ）は、株式会社第一自動車練習所が運営する愛媛県松山市にある指定自動車教習所。中四国地方唯一のスカイコース（複合施設の屋上）が特徴である。

## 取扱車種
- 普通免許（MT・AT）
- 普通自動二輪小型限定（MT・AT)
- 普通自動二輪免許（MT・AT）
- 大型自動二輪免許
- 普通二種免許
- 準中型免許
- 中型免許
- 中型二種免許
- けん引免許

## 取扱講習
- 高齢者講習
- 初心運転者講習
- 取消処分者講習
- 運転免許取得時講習
- ペーパードライバー講習
- エコドライブ講習

## 設備
- 託児所
- 無料送迎バス

## 所在地
- 愛媛県松山市朝生田町4丁目4-32